# Santiago Brunelli
Santiago Brunelli Llorca (Montevideo, 15 maggio 1998) è un calciatore uruguaiano, difensore dei Rampla Juniors.

## Carriera
Ha esordito nella massima serie del campionato uruguaiano con il Plaza Colonia, nella stagione 2016, con cui ha segnato un gol in 10 presenze; ha inoltre esordito anche in Coppa Sudamericana, giocandovi 2 partite.

## Palmarès

### Club

#### Competizioni nazionali
- Campionato uruguaiano: 1

Plaza Colonia: Clausura 2016
- Segunda División uruguaiana: 1

Plaza Colonia: 2024